# São José das Palmeiras
São José das Palmeiras là một đô thị thuộc bang Paraná, Brasil. Đô thị này có diện tích 182,418 km², dân số năm 2007 là 3960 người, mật độ 16,4 người/km².